# Rusudán Sijarulidze
Rusudán Sijarulidze (Rusia) es una gimnasta artística soviética  consiguió ser medallista de bronce mundial en 1974.

## 1974
En el Mundial de Varna 1974 gana el bronce en la prueba de suelo, quedando situada en el podio tras sus compatriotas las soviéticas Ludmilla Tourischeva (oro), Olga Korbut (plata) y empatada con Elvira Saadi (también bronce).